# (10071) Парагвай
(10071) Парагвай (лат. Paraguay) — типичный астероид главного пояса, который был открыт 2 марта 1989 года американским астрономом Эриком Эльстом в обсерватории Ла-Силья и назван в честь Парагвая, государства в Южной Америке.

Орбита астероида Парагвай и его положение в Солнечной системе